# Елізе Ріхтер
Елізе Ріхтер (нім. Elise Richter; 1865–1943) — австрійська вчена-філолог; в 1905 році стала першою жінкою в історії Віденського університету, яка отримала ступінь доктора наук.

## Біографія
Народилася 2 березня 1865 року у Відні, Австро-Угорщина, в єврейській сім'ї Maximilian Richter (пом. 1891) і його дружини Emilie Lackenbacher (пом. 1891); її сестра — Елен, вивчала філософію у Віденському університеті та отримала вчену ступінь у 1901 році.
У 20-річному віці Елізе захворіла ревматизмом, від якого не вилікувалась до кінця свого життя. З 1891 року вона відвідувала деякі лекції у Віденському університеті як гостьовий слухач. Коли жінкам було дозволено здавати іспити, в 1896 році вона отримала атестат про освіту в приватній Академічній гімназії у Відні. Через рік поступила на філософський факультет Віденського університету. В 1905 році вона стала першою жінкою, яка отримала ступінь хабілітованого доктора з романських мов і стала першою жінкою-доцентом, яка назначена екстра-ординарним професором в 1921 році. З 1920 року Елізе очолювала Асоціацію австрійських академічних жінок (нім. Verband der Akademikerinnen Österreichs).
Після аншлюсу і прояву нацистської антисемітської політики в Австрії, Елізе Ріхтер була звільнена зі своєї посади. Разом із сестрою Елен, яка жила з нею, вони були депортовані 9 жовтня 1942 року в концентраційний табірТерезієнштадт, де вона померла 23 червня 1943 року.

## Пам'ять
- Програма Елізе Ріхтер Австрійського наукового Фонду (FWF), який надає підтримку жінкам, що навчаються на шляху до професорського звання, названий в її честь.[11]
- З 1999 року Німецьке об'єднання романістів вручає приз 1500 євро за відмінні дипломні роботи на тему романістики, який також має ім'я Ріхтер.
- В 2008 році у віденському районі Флорідсдорф одна з вулиць була названа її іменем.
- Літом 2016 року бюст Елізе Ріхтер встановлений у Віденському університеті.[12]